# Phytodietus bellus
Phytodietus bellus är en stekelart som först beskrevs av Cresson 1874.  Phytodietus bellus ingår i släktet Phytodietus och familjen brokparasitsteklar. Inga underarter finns listade i Catalogue of Life.